# ミチャエル・バリオス
ミチャエル・バリオス（Michael Barrios、1991年4月21日 - ）は、コロンビア出身のプロサッカー選手。ロサンゼルス・ギャラクシー所属。ポジションはFW。

## クラブ経歴
2011年、地元クラブであるウニアウトノマFCでプロキャリアをスタート
2015年2月19日、FCダラスに移籍。
2021年1月13日、コロラド・ラピッズに移籍。

## タイトル

### クラブ
FCダラス
- USオープンカップ: 2016
- サポーターズ・シールド: 2016